# Диксон (Илиноис)
Диксон (енгл. Dixon) град је у америчкој савезној држави Илиноис. По попису становништва из 2010. у њему је живело 15.733 становника.

## Демографија
Према попису становништва из 2010. у граду је живело 15.733 становника, што је 208 (1,3%) становника мање него 2000. године.
| Група             | 2000.          | 2010.          |
| Белци             | 13.290 (83,4%) | 12.698 (80,7%) |
| Афроамериканци    | 1.671 (10,5%)  | 1.598 (10,2%)  |
| Азијати           | 130 (0,8%)     | 152 (1,0%)     |
| Хиспаноамериканци | 685 (4,3%)     | 1.051 (6,7%)   |
| Укупно            | 15.941         | 15.733         |